# Antony Starr
Antony Starr (Wellington, 25 ottobre 1975) è un attore e doppiatore neozelandese.
Ha raggiunto la fama internazionale nel 2019, grazie all'interpretazione di Patriota in The Boys.

## Biografia
Nato a Wellington da una famiglia benestante, esordisce come attore nel 1995, comparendo come figurante in diversi episodi di Xena: Warrior Princess.
Nella prima metà degli anni duemila si dedica prevalentemente a produzioni neozelandesi, recitando in Shortland Street e Street Legal. Tra il 2005 e il 2010 è il co-protagonista di Outrageous Fortune, dove interpreta i ruoli dei gemelli Jethro West e Van West; ciò segna l'inizio del suo successo in patria.
Tra il 2013 e il 2016 è il protagonista di Banshee, nel ruolo di Lucas Hood.
Nel 2019 viene ingaggiato per impersonare Patriota in The Boys, la cui interpretazione viene particolarmente lodata dalla critica e ha fatto vincere a Starr diversi riconoscimenti, tra cui anche il Saturn Award come miglior attore non protagonista in una serie televisiva nel 2025.

## Controversie
Il 3 marzo 2022, mentre si trovava ad Alicante (Spagna) per registrare The Covenant, è stato arrestato per aver preso parte ad una rissa in un pub; durante l'alterco, avrebbe colpito un cuoco con un bicchiere di vetro. Dopo aver trascorso la notte in carcere, si è dichiarato colpevole ed è stato condannato ad un anno di reclusione; la pena è stata poi sospesa con la condizionale e convertita in una multa di oltre cinquemila dollari.

## Filmografia

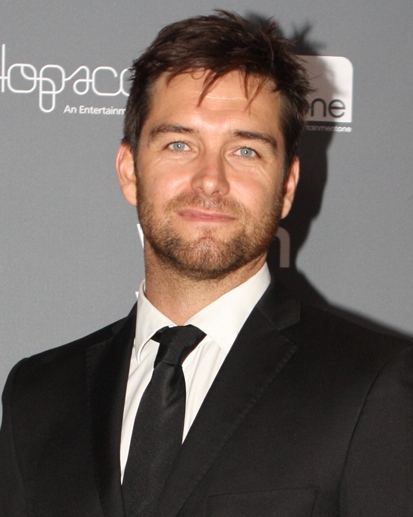
Antony Starr nel 2012

### Cinema
- Skin & Bone, regia di Greg McGee (2003)
- In My Fater's Dan, regia di Brad MacGann (2004)
- Without a Paddle - Un tranquillo week-end di vacanza (Without a Paddle), regia di Steven Brill (2004)
- Indian - La grande sfida (The World's Fastest Indian), regia di Roger Donaldson (2005)
- No. 2, regia di Toa Fraser (2006)
- After the Waterfall, regia di Simone Horrocks (2010)
- Wish You Were Here, regia di Kieran Darcy-Smith (2012)
- Cobweb, regia di Samuel Bodin (2023)
- The Covenant, regia di Guy Ritchie (2023)
- G20, regia di Patricia Riggen (2025)

### Televisione
- Xena: Warrior Princess – serie TV, diciassette episodi (1995)
- Street Legal – serie TV, otto episodi (2000)
- Shortland Street – serie TV, sei episodi (2000-2002)
- Mercy Peak – serie TV, ventuno episodi (2000-2003)
- Terror Peak – film TV (2003)
- Not Only But Always – film TV (2004)
- Outrageous Fortune – serie TV, centosette episodi (2005-2010)
- Spies and Lies – film TV (2010)
- Bliss – film TV (2011)
- Rush – serie TV, tredici episodi (2011)
- Lowdown – serie TV, sei episodi (2012)
- Tricky Business – serie TV, tredici episodi (2012-2013)
- Banshee – serie TV, trentotto episodi (2013-2016)
- American Gothic – serie TV, tredici episodi (2016)
- The Boys – serie TV, trentadue episodi (2019-in corso)
- Gen V – serie TV, un episodio (2023)

### Doppiaggio
- The Boys presents: Diabolical – serie animata, cinque episodi (2022)
- Call of Duty: Modern Warfare II – videogioco (2023)

## Riconoscimenti
- Critics' Choice Super Awards
  - 2021 – Miglior attore in una serie televisiva sui supereroi (The Boys)
  - 2021 – Miglior cattivo in una serie televisiva (The Boys)
  - 2023 - Miglior cattivo in una serie televisiva (The Boys)
- Saturn Award
  - 2022 – Candidatura per il miglior attore in una serie televisiva (streaming) per The Boys
  - 2025 – Miglior attore non protagonista in una serie televisiva per The Boys

## Doppiatori italiani
Nelle versioni in italiano delle opere in cui ha recitato, Antony Starr è stato doppiato da:
- Gianfranco Miranda in The Boys, Gen V, Cobweb, G20
- Niseem Onorato in Outrageous Fortune - Crimini di famiglia
- Fabrizio Manfredi in Rush
- Alessio Cigliano in Banshee - La città del male
- Andrea Lavagnino in American Gothic
- Dimitri Winter in The Covenant